# 圣女星
圣女星（102 Miriam）是第102颗被人类发现的小行星，于1868年8月22日发现。圣女星的直径为83.0千米，质量为6.0×1017千克，公转周期为1586.949天。